# Industrial Bank
The Industrial Bank Company Limited («Промышленный банк» или «Индустриальный банк») — китайский коммерческий банк. В рейтинге Forbes Global 2000 за 2019 год занял 55-е место среди крупнейших публичных компаний мира. 31-й крупнейший банк в мире по размеру активов.

## История
Банк был основан 26 августа 1988 года под названием Fujian Industrial Bank Joint-Stock Corporation (Акционерная корпорация «Промышленный банк Фуцзяни»). 5 февраля 2007 года было проведено первичное размещение акций на Шанхайской фондовой бирже.
По итогам 2021 года чистая прибыль Industrial Bank выросла на 24,1 % в годовом исчислении и достигла 82,68 млрд юаней (около 13 млрд долл. США), операционная выручка банка достигла 221,24 млрд юаней, что на 8,91 % больше по сравнению с 2020 годом, доля безнадежных кредитов составила 1,1 %, снизившись на 0,15 п.п. по сравнению с 2020 годом. 
В 2021 году Industrial Bank предоставил микро- и малым предприятиям новые кредиты на общую сумму 107,5 млрд юаней (16,24 млрд долл. США), что на 56 % больше, чем в 2020 году.

## Акционеры
Крупнейшие акционеры банка:
- Финансовое бюро провинции Фудзянь — 18,78 %;
- People's Insurance Company of China — 12,9 %;
- China National Tobacco Corporation — 9,68 %;
- China Securities Finance Corporation — 4,5 %.

## Деятельность
Сеть Industrial Bank насчитывает 2 тысячи отделений на территории материкового Китая, есть одно отделение в Гонконге, также услуги предоставляются через 7200 банкоматов.
В структуре активов около половины приходится на выданные кредиты, в 2019 году 3,44 трлн из 7,15 трлн (из них 1,8 трлн составляют корпоративные кредиты), на инвестиции в ценные бумаги приходится 2,7 трлн юаней (треть из них составили гособлигации), на наличные и депозиты в центральных банках — 486,4 млрд. Объём принятых депозитов в 2019 году составлял 3,759 трлн юаней ($577 млрд, из них 2,4 трлн корпоративные).
В структуре выручки из 181 млрд юаней в 2019 году 103 млрд пришлось на чистый процентный доход (доход 270 млрд, расход 167 млрд). Также банк занимается управлением частными капиталами, на 2018 год активы под управлением составляли 1,35 трлн юаней, число клиентов частного банкинга превысило 127 тысяч.
Основные подразделения:
- корпоративный банкинг — обслуживает 620 тысяч клиентов, из них 37 тысяч крупных компаний.
- розничный банкинг — обслуживает 55,5 млн клиентов (включая пользователей банковских карт); на 2017 год банк выпустил 40 млн дебетовых карт и 31 млн кредитных карт.
- межбанк — сотрудничество с другими финансовыми институтами (клиринговые операции, управление активами, страхование вкладов, казначейские, трастовые и кастодиальные услуги).

| Год                 | 2011  | 2012  | 2013  | 2014  | 2015  | 2016  | 2017  | 2018  | 2019  |
| ------------------- | ----- | ----- | ----- | ----- | ----- | ----- | ----- | ----- | ----- |
| Выручка             | 59,87 | 87,62 | 109,3 | 124,9 | 154,3 | 157,1 | 140,0 | 158,3 | 181,3 |
| Чистая прибыль      | 25,51 | 34,72 | 41,21 | 47,14 | 49,49 | 52,40 | 57,20 | 60,62 | 65,87 |
| Активы              | 2409  | 3251  | 3678  | 4406  | 5299  | 6086  | 6417  | 6712  | 7146  |
| Собственный капитал | 115,2 | 169,6 | 199,8 | 257,9 | 313,6 | 350,1 | 416,9 | 466,0 | 541,4 |

## Дочерние компании
Основные дочерние компании:
- Industrial Bank Financial Leasing Co., Ltd. — лизинговая компания, активы — 135 млрд юаней.
- China Industrial International Trust Limited — компания по управлению фондами, доля банка в капитале — 73 %, активы — 36 млрд юаней, активы под управлением — 1,1 трлн юаней (в основном через CIB Guoxin Asset Management Co., Ltd.).
- CIB Fund Management Co., Ltd. — компания по управлению фондами, доля банка в капитале — 90 %, активы — 2,8 млрд юаней, активы под управлением 463 млрд юаней.
- Industrial Consumer Finance Co., Ltd. — компания по предоставлению розничных банковских услуг, доля банка в капитале — 66 %, активы — 10,5 млрд юаней.